# Thomas Müller (calciatore)
Thomas Müller (pronuncia tedesca '[ˈtʰoː.mas ˈmʏ.lɐ]'; Weilheim in Oberbayern, 13 settembre 1989) è un calciatore tedesco, attaccante o centrocampista dei Vancouver Whitecaps.
Con la nazionale tedesca è diventato campione del mondo nel 2014.
Considerato uno dei calciatori tedeschi più forti di sempre, detiene il record di vittorie del campionato tedesco (13) e della Supercoppa di Germania (8). Oltre a ciò, è il calciatore ad aver fornito il maggior numero di assist (210) in Bundesliga e figura anche tra i migliori rifinitori della storia del calcio con più di 310 passaggi decisivi all'attivo. È il calciatore con il maggior numero di presenze in tutte le competizioni ufficiali, nonché terzo marcatore di sempre nella storia del Bayern Monaco.
Prodotto del vivaio del club tedesco, squadra nella quale milita fin dagli inizi della sua carriera, si è segnalato sin da giovane come uno dei migliori talenti del calcio mondiale, imponendosi nella stagione 2009-2010, in cui centrò con i compagni il double campionato-Coppa di Germania e giocò la finale della UEFA Champions League persa contro l'Inter per 2-0. Nella stagione 2012-2013 realizzò 23 gol e chiuse l'annata con uno storico treble, vincendo campionato, coppa nazionale e UEFA Champions League. Vincitore nel 2013 anche della Supercoppa UEFA e della Coppa del mondo per club, ha arricchito il proprio palmarès conquistando negli anni a venire altri trofei, fino a conseguire nel 2020 il sextuple, aggiudicandosi con il Bayern campionato, coppa nazionale, UEFA Champions League, Supercoppa UEFA, Supercoppa di Germania e Coppa del mondo per club.
Con la maglia della nazionale tedesca ha esordito nel 2010 in un'amichevole contro l'Argentina, per poi venire convocato nello stesso anno in vista del campionato mondiale sudafricano. Al mondiale la Germania si classificò terza, mentre Müller vinse il titolo di capocannoniere dell'edizione, venendo anche eletto come miglior giovane del torneo. Vinse poi con la nazionale il campionato mondiale del 2014, dove venne inserito nell'All-Star Team della competizione ed eletto secondo miglior marcatore del torneo e secondo miglior giocatore dell'edizione. Müller è il terzo giocatore con più presenze di sempre della nazionale tedesca (dietro solo a Miroslav Klose e Lothar Matthäus), nonché il sesto miglior marcatore (a pari merito con Karl-Heinz Rummenigge).

## Biografia
Figlio di Klaudia e Gerhard, ingegnere della BMW, ha un fratello, Simon, di due anni e mezzo più giovane. Durante i suoi anni scolastici, Müller era un chierichetto nella sua città natale di Pähl a Pfaffenwinkel.
È sposato dal dicembre 2009 con Lisa Trede, una cavallerizza semi-professionista che lavora in una fattoria; il matrimonio è stato celebrato dopo due anni di fidanzamento. Nel giugno 2011 è diventato ambasciatore di YoungWings, un ente di beneficenza che aiuta i bambini che hanno subito un lutto o un trauma. Non ha mai giocato a calcio in strada e ha dichiarato di non avere idoli sportivi, sebbene si ispiri a Juan Román Riquelme.
È stato ribattezzato radio Müller per la sua loquacità.
Alle Olimpiadi di Parigi del 2024 il tedesco Christian Kukuk ha vinto la medaglia d'oro nell'equitazione, nella disciplina salto ad ostacoli, servendosi del cavallo di Thomas Müller e della moglie Lisa Trede.

## Caratteristiche tecniche
(Thomas Müller)
Molto duttile tatticamente, è considerato un jolly offensivo, potendo essere schierato indistintamente come centravanti, trequartista o esterno.
Paragonato all'omonimo Gerd Müller (suo ex allenatore) per la capacità di risolvere improvvisamente le partite, è dotato di buon senso della posizione, che gli consente di capire con largo anticipo come si svilupperà l'azione e dove finirà il pallone. Queste doti lo rendono un pericoloso incursore. Lo stesso Müller si è attribuito il soprannome di "Raumdeuter", traducibile come «Interprete degli spazi». Più che nella tecnica pura, comunque di buon livello, ha il proprio punto di forza nella completezza del repertorio: veloce e resistente, ottimo finalizzatore e grande assist-man, è bravo di testa, abile con entrambi i piedi e sa proteggere il pallone, pur non essendo particolarmente robusto.
Spesso definito in termini esaltanti dalla stampa specializzata, è un giocatore dotato di notevole freddezza, qualità che gli ha consentito di non soffrire l'impatto col calcio professionistico.

## Carriera

### Club

#### Bayern Monaco

##### 2008-2016
Müller iniziò a giocare a calcio nel settore giovanile del TSV Pähl e passò nel 2000 a quello del Bayern Monaco, dove venne inserito nella rosa della formazione D-Jugend. Nel 2007, con la A-Jugend diventò vicecampione tedesco, realizzando 18 reti in 26 partite.
Nella stagione 2007-2008 fece le prime apparizioni nel Bayern Monaco II, seconda squadra del club bavarese, disputando 4 gare e perfino realizzando un gol in Regionalliga. Debuttò da professionista in 3. Liga il 27 luglio 2008, alla prima giornata di campionato, nella vittoria interna per 2-1 contro l'Union Berlino, segnando anche il suo primo gol ufficiale.

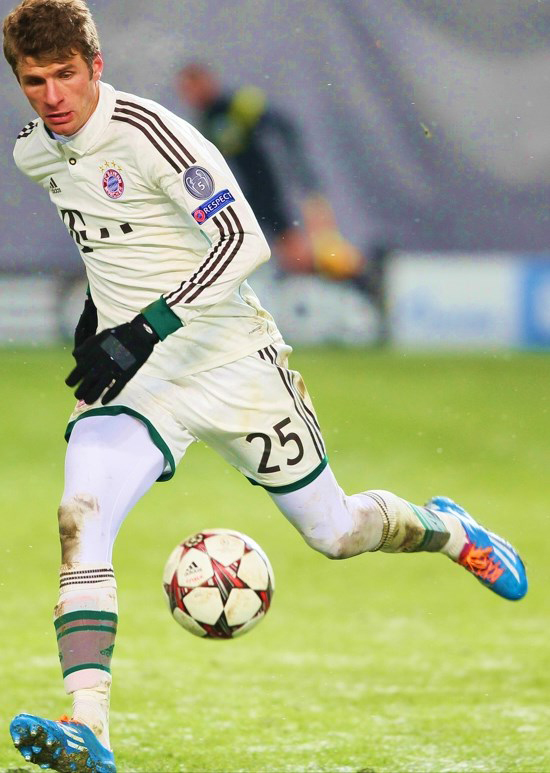
Müller in un'azione di gioco nel 2013 con la maglia del.

Due settimane dopo, il 15 agosto 2008, esordì anche in Bundesliga, sostituendo Miroslav Klose all'80º minuto della prima partita di campionato contro l'Amburgo. Durante la stagione ebbe modo di registrare una presenza anche in UEFA Champions League, il 10 marzo 2009, entrando in campo al 72º minuto dell'ottavo di finale contro lo Sporting Lisbona e realizzando il gol del definitivo 7-1 per i bavaresi al novantesimo minuto. Concluse la stagione con 4 presenze da subentrante nella massima serie tedesca e una nella massima competizione europea.
Nel febbraio 2009 firmò un contratto professionistico con validità a partire dall'inizio della stagione 2009-2010 e con scadenza nel 2011. Riuscì ad ottenere un posto stabile in prima squadra in seguito agli infortuni di Luca Toni, Miroslav Klose e Franck Ribéry.
Il 12 settembre 2009, durante la quinta giornata di Bundesliga, realizzò la sua prima doppietta nella massima divisione tedesca, nella vittoria esterna per 5-1 contro il Borussia Dortmund. Tre giorni dopo debuttò da titolare in UEFA Champions League, contro gli israeliani del Maccabi Haifa, realizzando anche in quel caso due reti. Alla fine del 2009 il suo contratto fu prolungato fino al 2013. Il 1º maggio 2010, alla penultima giornata di campionato, segnò la sua prima tripletta in campionato, nella vittoria per 3-1 sul Bochum, che fece da preludio al titolo nazionale vinto nella giornata seguente. Insieme alla Meisterschale, il Bayern si aggiudicò anche la Coppa di Germania e raggiunse la finale di UEFA Champions League, dove fu sconfitto dall'Inter. Müller risultò uno dei protagonisti in tutte queste competizioni, chiudendo la stagione con 52 presenze totali e 19 reti.
Il 6 agosto 2010, a seguito delle buone prestazioni della stagione precedente, firmò il rinnovo contrattuale con il club bavarese fino al 2015. Il 7 agosto si aggiudicò la Supercoppa di Germania, realizzando anche un gol contro lo Schalke 04 (2-0). Alla prima giornata di campionato realizzò il suo primo gol stagionale, nella sfida vinta per 2-1 contro il Wolfsburg. Nella partita contro il Francoforte del 27 novembre andò a segno nella partita vinta per 4-1. Il 26 gennaio nella sfida di Coppa di Germania realizza una doppietta, sfida vinta per 4-0 contro Alemannia Aachen. Il 12 marzo contro l'Amburgo contribuisce alla vittoria del 6-0 con un gol. Negli ottavi di finale contro l'Inter segna il gol del 2-1, partita però che finirà con la vittoria dei nerazzurri per 3-2, che si qualificano ai quarti di finale. La stagione termina con i bavaresi al terzo posto e con l'esonero di Louis van Gaal; Muller realizza 12 gol in 34 partite di campionato e 3 gol in 8 partite di Champions League.
Nella prima partita ufficiale della stagione, in Coppa di Germania, realizza la sua prima rete stagionale, nella fattispecie quella del 3-0 contro l'Eintracht Braunschweig giocata il primo agosto. La sua prima rete in campionato arriva nella vittoria esterna per 2-0 sullo Schalke 04, il 18 settembre, e sette giorni dopo realizza il secondo, nella partita interna vinta per 3-0 sul Bayer Leverkusen. Il 13 marzo mette a segno il suo primo gol stagionale in Champions League, nella partita di ritorno degli ottavi di finale vinta per 7-0 contro il Basilea. Il 31 marzo, gioca la sua centesima partita in Bundesliga, nella fattispecie contro il Norimberga in esterna, dove il Bayern si impone per 1-0. Il 19 maggio segna di testa il gol del provvisorio 1 a 0 nella finale della Champions League persa contro il Chelsea per 4-3 ai calci di rigore. Muller conclude la stagione con 53 presenze ed 11 gol totali.

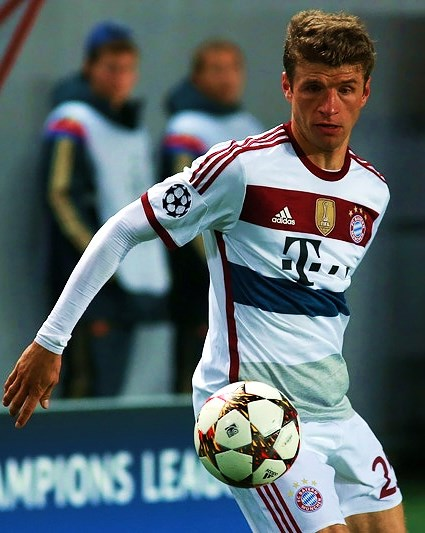
Müller durante la sfida di UEFA Champions League 2014-2015 tra CSKA e.

La stagione successiva è trionfale per Müller e per il club bavarese. Il 6 aprile 2013 Müller vince la sua seconda Bundesliga (il ventitreesimo titolo dei bavaresi) con sei giornate di anticipo rispetto alla fine del campionato.
Il 25 maggio 2013 vince per la prima volta la Champions League, grazie alla vittoria per 2-1 nella finale contro il Borussia Dortmund. Il 1º giugno 2013 vince per la seconda volta la Coppa di Germania, andando anche in goal nella finale e ottenendo il treble con la compagine bavarese.
All'inizio della stagione 2013-2014 vince con i compagni la Supercoppa UEFA, sconfiggendo ai rigori il Chelsea, dopo che i tempi supplementari si erano conclusi sul 2-2. Nel corso dell'annata la squadra bavarese si aggiudica altri tre titoli, la Coppa del mondo per club, la Bundesliga e la Coppa di Germania.
Il 21 aprile 2015, andando in gol nella vittoria per 6-1 contro il Porto all'Allianz Arena, diviene il calciatore tedesco con più gol segnati in UEFA Champions League. Il 26 aprile seguente vince il terzo campionato di fila con il Bayern, il quarto della sua carriera. I successi in ambito nazionale proseguono nelle annate a venire. Nella stagione 2015-2016 Müller diviene il più giovane calciatore a ottenere 50 vittorie in UEFA Champions League e segna ben 32 reti in tutte le competizioni.

##### 2016-2025

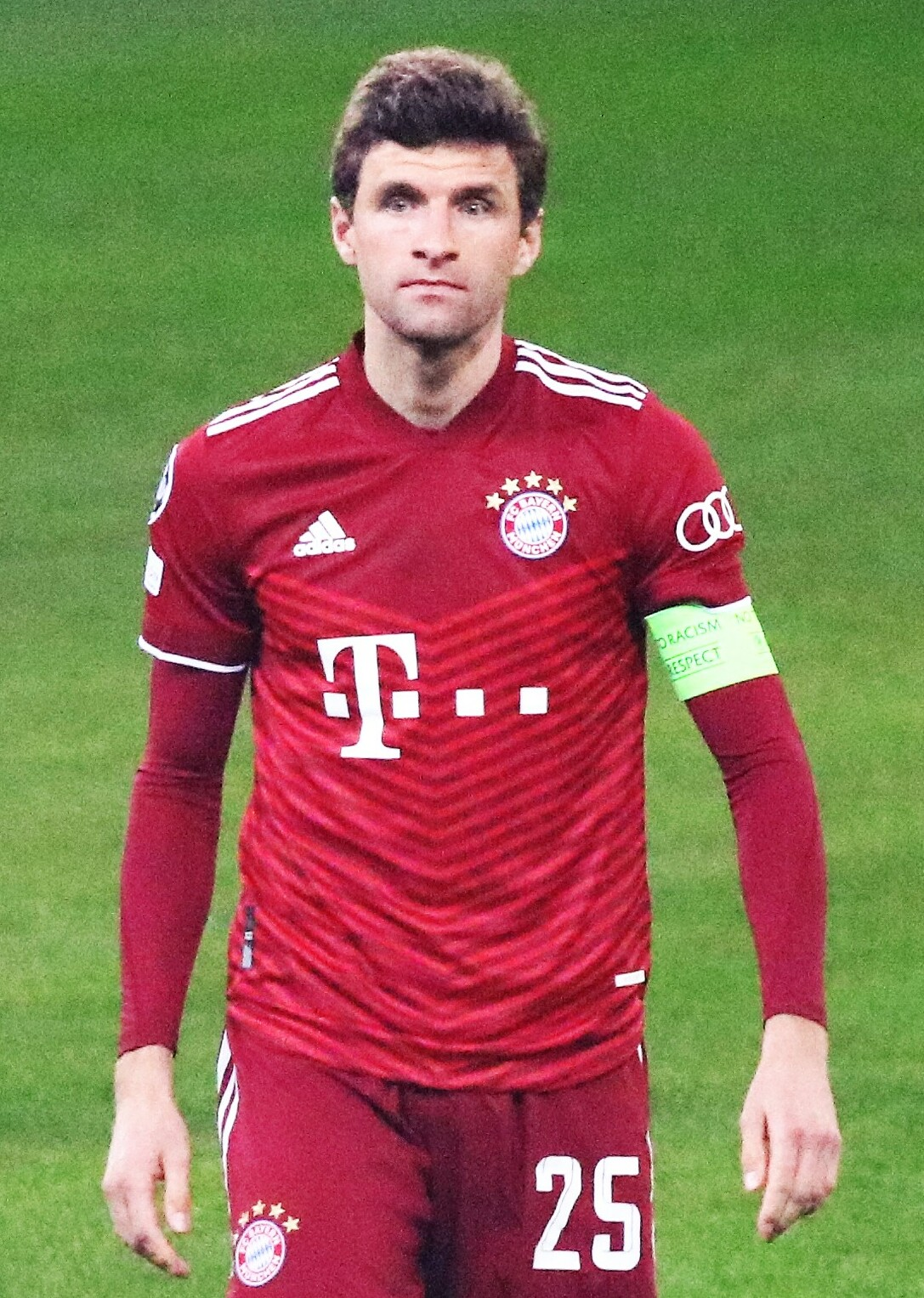
Müller con la fascia di capitano della Champions League nel 2022.

Nella stagione 2016-2017 soffre la concorrenza di Thiago Alcántara, spesso preferito al tedesco dal tecnico Carlo Ancelotti. Nella stagione 2017-2018 segna in totale 15 reti, arricchendo ulteriormente il proprio palmarès, mentre nel 2018-2019 raggiunge Philipp Lahm al primo posto della classifica dei calciatori del Bayern Monaco con più presenze (105) in UEFA Champions League e tocca quota 300 presenze con il Bayern Monaco in Bundesliga.
Il 2 novembre 2019 scende in campo per la cinquecentesima volta con il Bayern, diventando il decimo calciatore della squadra a raggiungere questo numero di presenze dalla promozione del club in Bundesliga, nel 1965. Nel 2019-2020 conclude la stagione con il numero record di 21 assist in Bundesliga e ottiene con i compagni di squadra il secondo treble, vincendo UEFA Champions League, campionato e Coppa di Germania.
Nel 2020-2021, aggiudicandosi nuovamente la Supercoppa UEFA e la Supercoppa di Germania, diventa, con 27 trofei ufficiali vinti, il calciatore tedesco più decorato della storia, staccando Bastian Schweinsteiger, fermo a quota 26. Positivo al COVID-19, è costretto a saltare, nel febbraio 2021, la finale della Coppa del mondo per club FIFA 2020, vinta dal Bayern Monaco contro il Tigres UANL. La stagione si chiude con l'ennesimo successo in campionato, il decimo per il giocatore e il nono consecutivo per la squadra bavarese.
Il 19 novembre 2021, scendendo in campo contro l'Augusta nella partita persa per 2-1 fuori casa, tocca quota 600 presenze con il Bayern Monaco, collocandosi al quarto posto nella classifica di tutti i tempi, dietro a Sepp Maier, Gerd Müller e Oliver Kahn. L'8 dicembre, nella vittoria casalinga per 3-0 contro il Barcellona, sigla il suo cinquantesimo gol in UEFA Champions League, mentre il 17 dicembre gioca il suo quattrocentesimo match di Bundesliga. La stagione 2021-2022 vede il Bayern Monaco trionfare per la decima volta consecutiva in campionato, con Müller che vince per l'undicesima volta la Bundesliga, stabilendo un record individuale.
Il 5 febbraio 2023, diventa il recordman assoluto di presenze in Bundesliga con la maglia dei bavaresi, avendo disputato la sua 427ª partita in occasione della vittoria esterna per 4-2 sul Wolfsburg.
Nel dicembre dello stesso anno, rinnova il proprio contratto con il Bayern fino al 30 giugno 2025.
Il 5 aprile 2025, viene annunciato che Müller avrebbe lasciato il club bavarese dopo 25 anni al termine della stagione 2024-2025, in seguito alla decisione della società di non rinnovare il suo contratto in scadenza.

#### Vancouver Whitecaps
Il 6 agosto 2025 firma un contratto per i Vancouver Whitecaps, club del Canada militante in Major League Soccer e in Canadian Championship.

### Nazionale

#### Nazionali giovanili
Müller ha collezionato 14 presenze e 6 reti tra le diverse selezioni giovanili della nazionale tedesca: il suo debutto nella Under-21 avvenne l'11 agosto 2009 nella gara persa per 3-1 contro la Turchia. Realizzò il suo primo (ed unico) gol in questa selezione il 17 novembre successivo, nella larga vittoria per 11-0 contro i pari età di San Marino.

#### Nazionale maggiore

Il gol di Müller al, nella partita vinta per 4-0 ai quarti di finale contro l'.

Nel 2010 esordì nella nazionale principale, venendo convocato dal CT Joachim Löw per la partita amichevole del 3 marzo a Monaco di Baviera contro l'Argentina persa per 0-1.
Venne convocato per il campionato mondiale del 2010, dove fu un titolare fisso e nel quale si rivelò il migliore marcatore della Germania, segnando 5 gol: una all'Australia nel primo turno, due all'Inghilterra negli ottavi, una all'Argentina nei quarti ed una all'Uruguay nella finale per il terzo posto, dopo aver saltato per squalifica la semifinale. Si classificò primo tra i marcatori con Diego Forlán, David Villa e Wesley Sneijder, ma la FIFA lo decretò il solo capocannoniere in quanto autore del maggior numero di assist (3). In questo mondiale è stato inoltre premiato anche come miglior giovane.
Il 26 marzo 2011, contro il Kazakistan, siglò una doppietta nella partita vinta 4-0 dalla Germania. Successivamente andò a segno anche nelle qualificazioni al campionato europeo del 2012 contro la Turchia e in amichevole contro l'Ucraina e i Paesi Bassi.
Venne selezionato per giocare il campionato europeo del 2012 in Ucraina e Polonia, dove esordì il 9 giugno contro il Portogallo, nella gara finita 1-0 per la Germania grazie al gol di Mario Gómez. Concluse il campionato d'Europa con 4 presenze e nessun gol, mentre la Germania finì la propria corsa in semifinale, a seguito della sconfitta per 1-2 contro l'Italia.

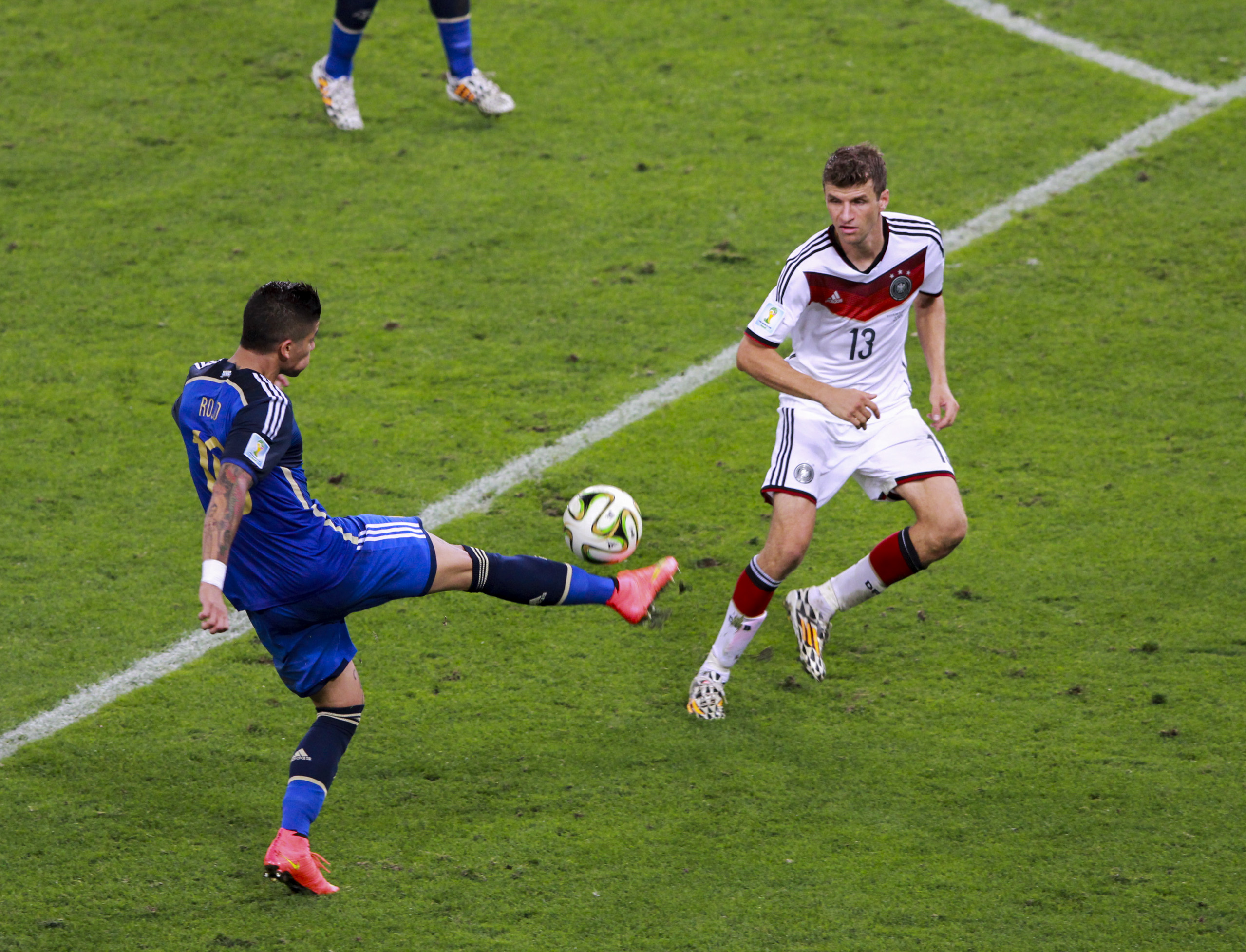
Rojo e Müller durante la finale del campionato mondiale del 2014 tra Germania e, vinta dai tedeschi per 1-0.

Convocato per il campionato mondiale del 2014, il 16 giugno del 2014 segnò una tripletta nella gara di esordio, vinta per 4-0 dai tedeschi contro il Portogallo. Rimasto a secco nella partita successiva, pareggiata 2-2 contro la nazionale del Ghana, Müller andò nuovamente a segno nella vittoria per 1-0 contro gli Stati Uniti. Nella semifinale contro il Brasile si ripeté, realizzando il primo gol della storica partita, poi vinta 7-1 dalla nazionale tedesca. Il 13 luglio 2014 si laureò campione del mondo dopo la vittoria in finale sull'Argentina per 1-0, ottenuta grazie al gol decisivo di Mario Götze durante i tempi supplementari. Al termine del torneo fu inserito nella top 11 FIFA della competizione e ricevette il Pallone d'argento del campionato del mondo.
Venne convocato per il campionato d'Europa del 2016 in Francia, rassegna in cui ancora non segnò nessun gol. Inoltre, nel quarto di finale contro l'Italia si fece parare il tiro da Gianluigi Buffon, ma la Germania superò egualmente il turno per poi essere eliminata in semifinale dalla Francia.

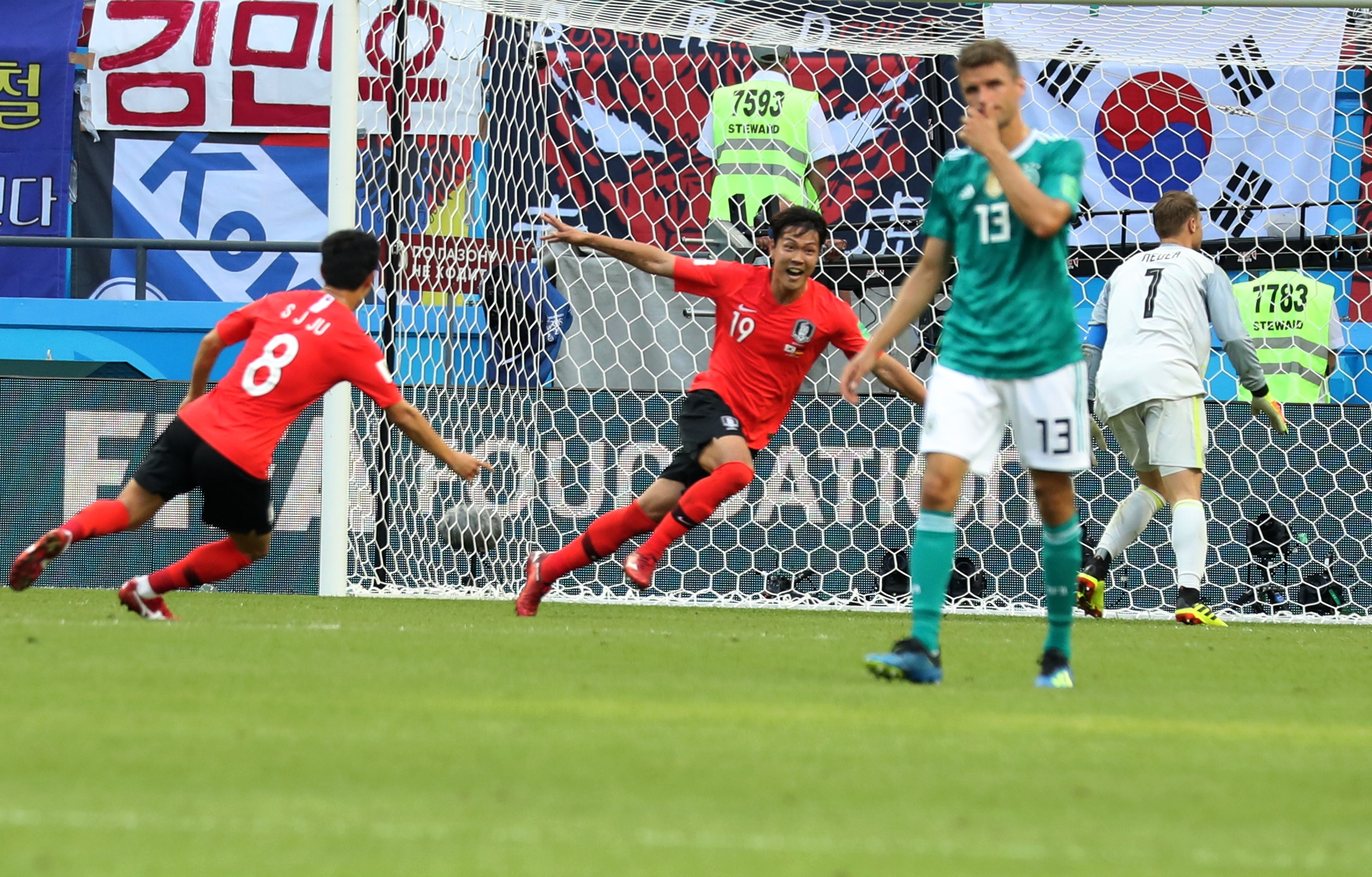
Müller (in primo piano a destra) durante la gara contro la al, che costerà ai tedeschi l’eliminazione al primo turno.

Fu convocato anche per il campionato mondiale del 2018, dove la Germania si piazzò ultima nel girone F e lo stesso Müller, protagonista nel 2010 e nel 2014 con 5 reti segnate in ciascuna edizione del mondiale, non riuscì a scrivere il proprio nome nella classifica dei marcatori.
Il 19 novembre 2018, in occasione della sfida di UEFA Nations League pareggiata per 2-2 contro l'Olanda, collezionò la centesima presenza in nazionale maggiore.
Il 5 marzo 2019 il CT Löw annunciò che Müller non avrebbe fatto parte dei piani futuri della nazionale. Nonostante il giocatore fosse contrario alla decisione, il 20 marzo 2019, insieme ai compagni di nazionale e di club Jerome Boateng e Mats Hummels, si congedò dai tifosi tedeschi prima dell'amichevole contro la Serbia con una coreografia dedicata.
Il 19 maggio 2021, contrariamente a quanto annunciato due anni prima, Löw convocò Müller per l'imminente campionato europeo. Il giocatore tornò in campo con la Mannschaft il 2 giugno 2021, in amichevole contro la Danimarca e giocò il campionato d'Europa, dove non riuscì, tuttavia, a incidere, segnalandosi in negativo nell'ottavo di finale contro l'Inghilterra, partita nella quale sciupò una grande occasione da gol a tu per tu col portiere avversario Jordan Pickford nel finale di gara, sul risultato di 1-0 per gli inglesi.
Confermato dal nuovo CT Hans-Dieter Flick, il 4 giugno 2022 ha raggiunto quota 113 presenze con la Germania, agganciando Philipp Lahm al quinto posto come giocatore più presente nella storia della selezione tedesca, per poi superarlo tre giorni dopo.

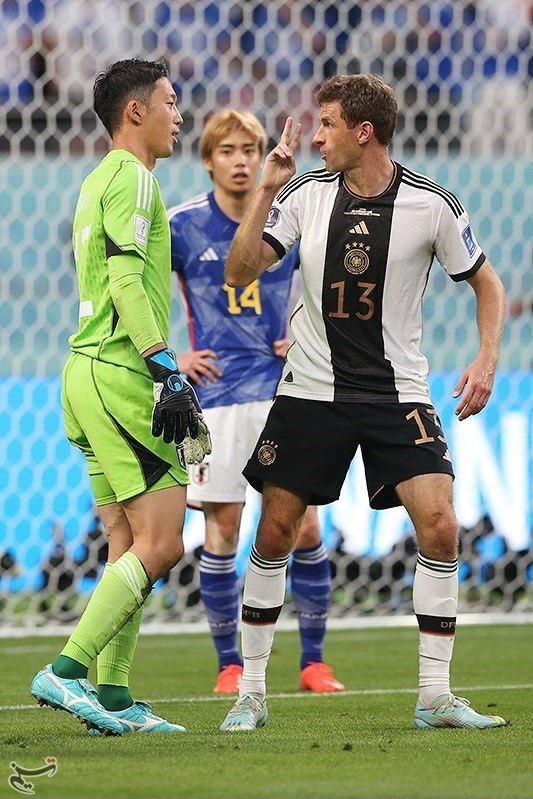
Müller (a destra) discute con Gonda nella partita del, persa 2-1 contro il.

Convocato per disputare la fase finale del campionato del mondo 2022, Müller viene schierato titolare in tutte le gare disputate dai tedeschi contro Spagna, Costa Rica e Giappone senza mai segnare una rete per il secondo mondiale di fila e fallendo, come nell'edizione precedente, l'accesso agli ottavi di finale del torneo. Il 1º dicembre, una volta conclusosi il cammino della Germania al mondiale, annuncia il ritiro dalla sua nazionale, salvo poi cambiare idea il 9 gennaio seguente.
Il 12 settembre 2023 va a segno nella sfida amichevole vinta 2-1 contro la Francia; questo gol (il 45° per lui in nazionale) gli ha consentito di agganciare Karl-Heinz Rummenigge al sesto posto nella classifica marcatori della selezione teutonica.
Nel giugno del 2024, viene convocato per l'Europeo giocato in casa, lungo cui scende in campo in due delle cinque partite disputate dalla Germania, poi eliminata ai quarti dalla Spagna (1-2). Il 15 luglio seguente, l'attaccante ha annunciato il proprio addio alla nazionale maggiore tedesca, dopo aver collezionato in tutto 131 presenze e 45 reti in 14 anni; al momento del suo ritiro, era il terzo giocatore con più presenze di sempre (dietro solo a Miroslav Klose e Lothar Matthäus), nonché il sesto miglior marcatore (a pari merito con Karl-Heinz Rummenigge).

## Statistiche

### Presenze e reti nei club
Statistiche aggiornate al 6 agosto 2025.
| Stagione                | Squadra                 | Campionato              | Campionato | Campionato | Coppe nazionali | Coppe nazionali | Coppe nazionali | Coppe continentali | Coppe continentali | Coppe continentali | Altre coppe | Altre coppe | Altre coppe | Totale | Totale |
| Stagione                | Squadra                 | Comp                    | Pres       | Reti       | Comp            | Pres            | Reti            | Comp               | Pres               | Reti               | Comp        | Pres        | Reti        | Pres   | Reti   |
| ----------------------- | ----------------------- | ----------------------- | ---------- | ---------- | --------------- | --------------- | --------------- | ------------------ | ------------------ | ------------------ | ----------- | ----------- | ----------- | ------ | ------ |
| 2007-2008               | Bayern Monaco II        | FRS                     | 3          | 1          | -               | -               | -               | -                  | -                  | -                  | -           | -           | -           | 3      | 1      |
| 2008-2009               | Bayern Monaco II        | 3.L                     | 32         | 15         | -               | -               | -               | -                  | -                  | -                  | -           | -           | -           | 32     | 15     |
| Totale Bayern Monaco II | Totale Bayern Monaco II | Totale Bayern Monaco II | 35         | 16         |                 | -               | -               |                    | -                  | -                  |             | -           | -           | 35     | 16     |
| 2008-2009               | Bayern Monaco           | BL                      | 4          | 0          | CG              | 0               | 0               | UCL                | 1                  | 1                  | -           | -           | -           | 5      | 1      |
| 2009-2010               | Bayern Monaco           | BL                      | 34         | 13         | CG              | 6               | 4               | UCL                | 12                 | 2                  | -           | -           | -           | 52     | 19     |
| 2010-2011               | Bayern Monaco           | BL                      | 34         | 12         | CG              | 5               | 3               | UCL                | 8                  | 3                  | SG          | 1           | 1           | 48     | 19     |
| 2011-2012               | Bayern Monaco           | BL                      | 34         | 7          | CG              | 5               | 2               | UCL                | 14                 | 2                  | -           | -           | -           | 53     | 11     |
| 2012-2013               | Bayern Monaco           | BL                      | 28         | 13         | CG              | 5               | 1               | UCL                | 13                 | 8                  | SG          | 1           | 1           | 47     | 23     |
| 2013-2014               | Bayern Monaco           | BL                      | 31         | 13         | CG              | 5               | 8               | UCL                | 12                 | 5                  | SG+SU+Cmc   | 1+1+1       | 0           | 51     | 26     |
| 2014-2015               | Bayern Monaco           | BL                      | 32         | 13         | CG              | 5               | 1               | UCL                | 10                 | 7                  | SG          | 1           | 0           | 48     | 21     |
| 2015-2016               | Bayern Monaco           | BL                      | 31         | 20         | CG              | 5               | 4               | UCL                | 12                 | 8                  | SG          | 1           | 0           | 49     | 32     |
| 2016-2017               | Bayern Monaco           | BL                      | 29         | 5          | CG              | 3               | 0               | UCL                | 9                  | 3                  | SG          | 1           | 1           | 42     | 9      |
| 2017-2018               | Bayern Monaco           | BL                      | 29         | 8          | CG              | 5               | 4               | UCL                | 10                 | 3                  | SG          | 1           | 0           | 45     | 15     |
| 2018-2019               | Bayern Monaco           | BL                      | 32         | 6          | CG              | 6               | 3               | UCL                | 6                  | 0                  | SG          | 1           | 0           | 45     | 9      |
| 2019-2020               | Bayern Monaco           | BL                      | 33         | 8          | CG              | 6               | 2               | UCL                | 10                 | 4                  | SG          | 1           | 0           | 50     | 14     |
| 2020-2021               | Bayern Monaco           | BL                      | 32         | 11         | CG              | 2               | 1               | UCL                | 9                  | 2                  | SG+SU+Cmc   | 1+1+1       | 1+0+0       | 46     | 15     |
| 2021-2022               | Bayern Monaco           | BL                      | 32         | 8          | CG              | 2               | 0               | UCL                | 10                 | 4                  | SG          | 1           | 1           | 45     | 13     |
| 2022-2023               | Bayern Monaco           | BL                      | 27         | 7          | CG              | 4               | 0               | UCL                | 8                  | 1                  | SG          | 1           | 0           | 40     | 8      |
| 2023-2024               | Bayern Monaco           | BL                      | 31         | 5          | CG              | 1               | 1               | UCL                | 9                  | 1                  | SG          | 0           | 0           | 41     | 7      |
| 2024-2025               | Bayern Monaco           | BL                      | 30         | 1          | CG              | 2               | 2               | UCL                | 12                 | 3                  | Cmc         | 5           | 2           | 49     | 8      |
| Totale Bayern Monaco    | Totale Bayern Monaco    | Totale Bayern Monaco    | 503        | 150        |                 | 67              | 36              |                    | 165                | 57                 |             | 21          | 7           | 756    | 250    |
| ago.-dic. 2025          | Vancouver Whitecaps     | MLS                     | -          | -          | CC              | -               | -               | CCC                | -                  | -                  |             | -           | -           | -      | -      |
| Totale carriera         | Totale carriera         | Totale carriera         | 538        | 166        |                 | 67              | 36              |                    | 165                | 57                 |             | 21          | 7           | 791    | 266    |

### Cronologia presenze e reti in nazionale
| Cronologia completa delle presenze e delle reti in nazionale ― Germania | Cronologia completa delle presenze e delle reti in nazionale ― Germania | Cronologia completa delle presenze e delle reti in nazionale ― Germania | Cronologia completa delle presenze e delle reti in nazionale ― Germania | Cronologia completa delle presenze e delle reti in nazionale ― Germania | Cronologia completa delle presenze e delle reti in nazionale ― Germania | Cronologia completa delle presenze e delle reti in nazionale ― Germania | Cronologia completa delle presenze e delle reti in nazionale ― Germania |
| Data                                                                    | Città                                                                   | In casa                                                                 | Risultato                                                               | Ospiti                                                                  | Competizione                                                            | Reti                                                                    | Note                                                                    |
| ----------------------------------------------------------------------- | ----------------------------------------------------------------------- | ----------------------------------------------------------------------- | ----------------------------------------------------------------------- | ----------------------------------------------------------------------- | ----------------------------------------------------------------------- | ----------------------------------------------------------------------- | ----------------------------------------------------------------------- |
| 3-3-2010                                                                | Monaco di Baviera                                                       | Germania                                                                | 0 – 1                                                                   | Argentina                                                               | Amichevole                                                              | -                                                                       | 67’                                                                     |
| 3-6-2010                                                                | Francoforte sul Meno                                                    | Germania                                                                | 3 – 1                                                                   | Bosnia ed Erzegovina                                                    | Amichevole                                                              | -                                                                       | 46’                                                                     |
| 13-6-2010                                                               | Durban                                                                  | Germania                                                                | 4 – 0                                                                   | Australia                                                               | Mondiali 2010 - 1º turno                                                | 1                                                                       |                                                                         |
| 18-6-2010                                                               | Port Elizabeth                                                          | Germania                                                                | 0 – 1                                                                   | Serbia                                                                  | Mondiali 2010 - 1º turno                                                | -                                                                       | 70’                                                                     |
| 23-6-2010                                                               | Johannesburg                                                            | Ghana                                                                   | 0 – 1                                                                   | Germania                                                                | Mondiali 2010 - 1º turno                                                | -                                                                       | 43’, 68’                                                                |
| 27-6-2010                                                               | Bloemfontein                                                            | Germania                                                                | 4 – 1                                                                   | Inghilterra                                                             | Mondiali 2010 - Ottavi di finale                                        | 2                                                                       | 72’                                                                     |
| 3-7-2010                                                                | Città del Capo                                                          | Argentina                                                               | 0 – 4                                                                   | Germania                                                                | Mondiali 2010 - Quarti di finale                                        | 1                                                                       | 35’, 84’                                                                |
| 10-7-2010                                                               | Port Elizabeth                                                          | Uruguay                                                                 | 2 – 3                                                                   | Germania                                                                | Mondiali 2010 - Finale 3º posto                                         | 1                                                                       |                                                                         |
| 3-9-2010                                                                | Bruxelles                                                               | Belgio                                                                  | 0 – 1                                                                   | Germania                                                                | Qual. Euro 2012                                                         | -                                                                       |                                                                         |
| 7-9-2010                                                                | Colonia                                                                 | Germania                                                                | 6 – 1                                                                   | Azerbaigian                                                             | Qual. Euro 2012                                                         | -                                                                       | 62’                                                                     |
| 8-10-2010                                                               | Berlino                                                                 | Germania                                                                | 3 – 0                                                                   | Turchia                                                                 | Qual. Euro 2012                                                         | -                                                                       |                                                                         |
| 12-10-2010                                                              | Astana                                                                  | Kazakistan                                                              | 0 – 3                                                                   | Germania                                                                | Qual. Euro 2012                                                         | -                                                                       | 71’                                                                     |
| 9-2-2011                                                                | Dortmund                                                                | Germania                                                                | 1 – 1                                                                   | Italia                                                                  | Amichevole                                                              | -                                                                       | 46’                                                                     |
| 26-3-2011                                                               | Kaiserslautern                                                          | Germania                                                                | 4 – 0                                                                   | Kazakistan                                                              | Qual. Euro 2012                                                         | 2                                                                       | 78’                                                                     |
| 29-3-2011                                                               | Mönchengladbach                                                         | Germania                                                                | 1 – 2                                                                   | Australia                                                               | Amichevole                                                              | -                                                                       | 65’                                                                     |
| 29-5-2011                                                               | Sinsheim                                                                | Germania                                                                | 2 – 1                                                                   | Uruguay                                                                 | Amichevole                                                              | -                                                                       | 79’                                                                     |
| 3-6-2011                                                                | Vienna                                                                  | Austria                                                                 | 1 – 2                                                                   | Germania                                                                | Qual. Euro 2012                                                         | -                                                                       |                                                                         |
| 7-6-2011                                                                | Baku                                                                    | Azerbaigian                                                             | 1 – 3                                                                   | Germania                                                                | Qual. Euro 2012                                                         | -                                                                       | 88’                                                                     |
| 10-8-2011                                                               | Stoccarda                                                               | Germania                                                                | 3 – 2                                                                   | Brasile                                                                 | Amichevole                                                              | -                                                                       |                                                                         |
| 2-9-2011                                                                | Gelsenkirchen                                                           | Germania                                                                | 6 – 2                                                                   | Austria                                                                 | Qual. Euro 2012                                                         | -                                                                       |                                                                         |
| 6-9-2011                                                                | Danzica                                                                 | Polonia                                                                 | 2 – 2                                                                   | Germania                                                                | Amichevole                                                              | -                                                                       | 61’                                                                     |
| 7-10-2011                                                               | Istanbul                                                                | Turchia                                                                 | 1 – 3                                                                   | Germania                                                                | Qual. Euro 2012                                                         | 1                                                                       |                                                                         |
| 11-10-2011                                                              | Dortmund                                                                | Germania                                                                | 3 – 1                                                                   | Belgio                                                                  | Qual. Euro 2012                                                         | -                                                                       | 71’                                                                     |
| 11-11-2011                                                              | Kiev                                                                    | Ucraina                                                                 | 3 – 3                                                                   | Germania                                                                | Amichevole                                                              | 1                                                                       | 65’                                                                     |
| 15-11-2011                                                              | Amburgo                                                                 | Germania                                                                | 3 – 0                                                                   | Paesi Bassi                                                             | Amichevole                                                              | 1                                                                       |                                                                         |
| 29-2-2012                                                               | Brema                                                                   | Germania                                                                | 1 – 2                                                                   | Francia                                                                 | Amichevole                                                              | -                                                                       | 45’                                                                     |
| 31-5-2012                                                               | Lipsia                                                                  | Germania                                                                | 2 – 0                                                                   | Israele                                                                 | Amichevole                                                              | -                                                                       | 82’                                                                     |
| 9-6-2012                                                                | Leopoli                                                                 | Germania                                                                | 1 – 0                                                                   | Portogallo                                                              | Euro 2012 - 1º turno                                                    | -                                                                       | 90+4’                                                                   |
| 13-6-2012                                                               | Charkiv                                                                 | Paesi Bassi                                                             | 1 – 2                                                                   | Germania                                                                | Euro 2012 - 1º turno                                                    | -                                                                       | 90+2’                                                                   |
| 17-6-2012                                                               | Leopoli                                                                 | Danimarca                                                               | 1 – 2                                                                   | Germania                                                                | Euro 2012 - 1º turno                                                    | -                                                                       | 84’                                                                     |
| 22-6-2012                                                               | Danzica                                                                 | Germania                                                                | 4 – 2                                                                   | Grecia                                                                  | Euro 2012 - Quarti di finale                                            | -                                                                       | 67’                                                                     |
| 28-6-2012                                                               | Varsavia                                                                | Germania                                                                | 1 – 2                                                                   | Italia                                                                  | Euro 2012 - Semifinale                                                  | -                                                                       | 71’                                                                     |
| 15-8-2012                                                               | Francoforte sul Meno                                                    | Germania                                                                | 1 – 3                                                                   | Argentina                                                               | Amichevole                                                              | -                                                                       | 32’                                                                     |
| 7-9-2012                                                                | Hannover                                                                | Germania                                                                | 3 – 0                                                                   | Fær Øer                                                                 | Qual. Mondiali 2014                                                     | -                                                                       | 68’                                                                     |
| 11-9-2012                                                               | Vienna                                                                  | Austria                                                                 | 1 – 2                                                                   | Germania                                                                | Qual. Mondiali 2014                                                     | -                                                                       |                                                                         |
| 12-10-2012                                                              | Dublino                                                                 | Irlanda                                                                 | 1 – 6                                                                   | Germania                                                                | Qual. Mondiali 2014                                                     | -                                                                       |                                                                         |
| 16-10-2012                                                              | Berlino                                                                 | Germania                                                                | 4 – 4                                                                   | Svezia                                                                  | Qual. Mondiali 2014                                                     | -                                                                       | 67’                                                                     |
| 14-11-2012                                                              | Amsterdam                                                               | Paesi Bassi                                                             | 0 – 0                                                                   | Germania                                                                | Amichevole                                                              | -                                                                       | 84’                                                                     |
| 6-2-2013                                                                | Saint-Denis                                                             | Francia                                                                 | 1 – 2                                                                   | Germania                                                                | Amichevole                                                              | 1                                                                       | 89’                                                                     |
| 22-3-2013                                                               | Astana                                                                  | Kazakistan                                                              | 0 – 3                                                                   | Germania                                                                | Qual. Mondiali 2014                                                     | 2                                                                       | 82’                                                                     |
| 26-3-2013                                                               | Norimberga                                                              | Germania                                                                | 4 – 1                                                                   | Kazakistan                                                              | Qual. Mondiali 2014                                                     | -                                                                       |                                                                         |
| 14-8-2013                                                               | Kaiserslautern                                                          | Germania                                                                | 3 – 3                                                                   | Paraguay                                                                | Amichevole                                                              | 1                                                                       | 81’                                                                     |
| 6-9-2013                                                                | Monaco di Baviera                                                       | Germania                                                                | 3 – 0                                                                   | Austria                                                                 | Qual. Mondiali 2014                                                     | 1                                                                       |                                                                         |
| 10-9-2013                                                               | Tórshavn                                                                | Fær Øer                                                                 | 0 – 3                                                                   | Germania                                                                | Qual. Mondiali 2014                                                     | 1                                                                       | 84’                                                                     |
| 11-10-2013                                                              | Colonia                                                                 | Germania                                                                | 3 – 0                                                                   | Irlanda                                                                 | Qual. Mondiali 2014                                                     | -                                                                       | 88’                                                                     |
| 15-10-2013                                                              | Solna                                                                   | Svezia                                                                  | 3 – 5                                                                   | Germania                                                                | Qual. Mondiali 2014                                                     | -                                                                       | 46’                                                                     |
| 15-11-2013                                                              | Milano                                                                  | Italia                                                                  | 1 – 1                                                                   | Germania                                                                | Amichevole                                                              | -                                                                       | 87’                                                                     |
| 1-6-2014                                                                | Mönchengladbach                                                         | Germania                                                                | 2 – 2                                                                   | Camerun                                                                 | Amichevole                                                              | 1                                                                       |                                                                         |
| 6-6-2014                                                                | Magonza                                                                 | Germania                                                                | 6 – 1                                                                   | Armenia                                                                 | Amichevole                                                              | -                                                                       | 67’                                                                     |
| 16-6-2014                                                               | Salvador                                                                | Germania                                                                | 4 – 0                                                                   | Portogallo                                                              | Mondiali 2014 - 1º turno                                                | 3                                                                       | 82’                                                                     |
| 21-6-2014                                                               | Fortaleza                                                               | Germania                                                                | 2 – 2                                                                   | Ghana                                                                   | Mondiali 2014 - 1º turno                                                | -                                                                       |                                                                         |
| 26-6-2014                                                               | Recife                                                                  | Stati Uniti                                                             | 0 – 1                                                                   | Germania                                                                | Mondiali 2014 - 1º turno                                                | 1                                                                       |                                                                         |
| 30-6-2014                                                               | Porto Alegre                                                            | Germania                                                                | 2 – 1 dts                                                               | Algeria                                                                 | Mondiali 2014 - Ottavi di finale                                        | -                                                                       |                                                                         |
| 4-7-2014                                                                | Rio de Janeiro                                                          | Francia                                                                 | 0 – 1                                                                   | Germania                                                                | Mondiali 2014 - Quarti di finale                                        | -                                                                       |                                                                         |
| 8-7-2014                                                                | Belo Horizonte                                                          | Brasile                                                                 | 1 – 7                                                                   | Germania                                                                | Mondiali 2014 - Semifinale                                              | 1                                                                       |                                                                         |
| 13-7-2014                                                               | Rio de Janeiro                                                          | Germania                                                                | 1 – 0 dts                                                               | Argentina                                                               | Mondiali 2014 - Finale                                                  | -                                                                       |                                                                         |
| 3-9-2014                                                                | Düsseldorf                                                              | Germania                                                                | 2 – 4                                                                   | Argentina                                                               | Amichevole                                                              | -                                                                       | 57’                                                                     |
| 7-9-2014                                                                | Dortmund                                                                | Germania                                                                | 2 – 1                                                                   | Scozia                                                                  | Qual. Euro 2016                                                         | 2                                                                       | 90+5’                                                                   |
| 11-10-2014                                                              | Varsavia                                                                | Polonia                                                                 | 2 – 0                                                                   | Germania                                                                | Qual. Euro 2016                                                         | -                                                                       |                                                                         |
| 14-10-2014                                                              | Gelsenkirchen                                                           | Germania                                                                | 1 – 1                                                                   | Irlanda                                                                 | Qual. Euro 2016                                                         | -                                                                       |                                                                         |
| 14-11-2014                                                              | Norimberga                                                              | Germania                                                                | 4 – 0                                                                   | Gibilterra                                                              | Qual. Euro 2016                                                         | 2                                                                       |                                                                         |
| 18-11-2014                                                              | Vigo                                                                    | Spagna                                                                  | 0 – 1                                                                   | Germania                                                                | Amichevole                                                              | -                                                                       | 22’                                                                     |
| 29-3-2015                                                               | Tbilisi                                                                 | Georgia                                                                 | 0 – 2                                                                   | Germania                                                                | Qual. Euro 2016                                                         | 1                                                                       |                                                                         |
| 4-9-2015                                                                | Francoforte sul Meno                                                    | Germania                                                                | 3 – 1                                                                   | Polonia                                                                 | Qual. Euro 2016                                                         | 1                                                                       |                                                                         |
| 7-9-2015                                                                | Glasgow                                                                 | Scozia                                                                  | 2 – 3                                                                   | Germania                                                                | Qual. Euro 2016                                                         | 2                                                                       |                                                                         |
| 8-10-2015                                                               | Dublino                                                                 | Irlanda                                                                 | 1 – 0                                                                   | Germania                                                                | Qual. Euro 2016                                                         | -                                                                       |                                                                         |
| 11-10-2015                                                              | Lipsia                                                                  | Germania                                                                | 2 – 1                                                                   | Georgia                                                                 | Qual. Euro 2016                                                         | 1                                                                       |                                                                         |
| 13-11-2015                                                              | Parigi                                                                  | Francia                                                                 | 2 – 0                                                                   | Germania                                                                | Amichevole                                                              | -                                                                       |                                                                         |
| 26-3-2016                                                               | Berlino                                                                 | Germania                                                                | 2 – 3                                                                   | Inghilterra                                                             | Amichevole                                                              | -                                                                       | 75’                                                                     |
| 29-3-2016                                                               | Monaco di Baviera                                                       | Germania                                                                | 4 – 1                                                                   | Italia                                                                  | Amichevole                                                              | -                                                                       | cap. 68’                                                                |
| 4-6-2016                                                                | Gelsenkirchen                                                           | Germania                                                                | 2 – 0                                                                   | Ungheria                                                                | Amichevole                                                              | 1                                                                       | 73’                                                                     |
| 12-6-2016                                                               | Lilla                                                                   | Germania                                                                | 2 – 0                                                                   | Ucraina                                                                 | Euro 2016 - 1º turno                                                    | -                                                                       |                                                                         |
| 16-6-2016                                                               | Saint-Denis                                                             | Germania                                                                | 0 – 0                                                                   | Polonia                                                                 | Euro 2016 - 1º turno                                                    | -                                                                       |                                                                         |
| 21-6-2016                                                               | Parigi                                                                  | Irlanda del Nord                                                        | 0 – 1                                                                   | Germania                                                                | Euro 2016 - 1º turno                                                    | -                                                                       |                                                                         |
| 26-6-2016                                                               | Lilla                                                                   | Germania                                                                | 3 – 0                                                                   | Slovacchia                                                              | Euro 2016 - Ottavi di finale                                            | -                                                                       |                                                                         |
| 2-7-2016                                                                | Bordeaux                                                                | Germania                                                                | 1 – 1 dts (6 – 5 dtr)                                                   | Italia                                                                  | Euro 2016 - Quarti di finale                                            | -                                                                       |                                                                         |
| 7-7-2016                                                                | Marsiglia                                                               | Germania                                                                | 0 – 2                                                                   | Francia                                                                 | Euro 2016 - Semifinale                                                  | -                                                                       |                                                                         |
| 31-8-2016                                                               | Mönchengladbach                                                         | Germania                                                                | 2 – 0                                                                   | Finlandia                                                               | Amichevole                                                              | -                                                                       | 78’                                                                     |
| 4-9-2016                                                                | Oslo                                                                    | Norvegia                                                                | 0 – 3                                                                   | Germania                                                                | Qual. Mondiali 2018                                                     | 2                                                                       |                                                                         |
| 8-10-2016                                                               | Amburgo                                                                 | Germania                                                                | 3 – 0                                                                   | Rep. Ceca                                                               | Qual. Mondiali 2018                                                     | 2                                                                       |                                                                         |
| 11-10-2016                                                              | Hannover                                                                | Germania                                                                | 2 – 0                                                                   | Irlanda del Nord                                                        | Qual. Mondiali 2018                                                     | -                                                                       |                                                                         |
| 11-11-2016                                                              | San Marino                                                              | San Marino                                                              | 0 – 8                                                                   | Germania                                                                | Qual. Mondiali 2018                                                     | -                                                                       | cap.                                                                    |
| 15-11-2016                                                              | Milano                                                                  | Italia                                                                  | 0 – 0                                                                   | Germania                                                                | Amichevole                                                              | -                                                                       | cap. 60’                                                                |
| 22-3-2017                                                               | Dortmund                                                                | Germania                                                                | 1 – 0                                                                   | Inghilterra                                                             | Amichevole                                                              | -                                                                       |                                                                         |
| 26-3-2017                                                               | Baku                                                                    | Azerbaigian                                                             | 1 – 4                                                                   | Germania                                                                | Qual. Mondiali 2018                                                     | 1                                                                       |                                                                         |
| 1-9-2017                                                                | Praga                                                                   | Rep. Ceca                                                               | 1 – 2                                                                   | Germania                                                                | Qual. Mondiali 2018                                                     | -                                                                       | cap.                                                                    |
| 4-9-2017                                                                | Stoccarda                                                               | Germania                                                                | 6 – 0                                                                   | Norvegia                                                                | Qual. Mondiali 2018                                                     | -                                                                       | cap. 46’                                                                |
| 5-10-2017                                                               | Belfast                                                                 | Irlanda del Nord                                                        | 1 – 3                                                                   | Germania                                                                | Qual. Mondiali 2018                                                     | -                                                                       | cap. 83’                                                                |
| 8-10-2017                                                               | Kaiserslautern                                                          | Germania                                                                | 5 – 1                                                                   | Azerbaigian                                                             | Qual. Mondiali 2018                                                     | -                                                                       | cap. 70’                                                                |
| 23-3-2018                                                               | Düsseldorf                                                              | Germania                                                                | 1 – 1                                                                   | Spagna                                                                  | Amichevole                                                              | 1                                                                       | 53’                                                                     |
| 8-6-2018                                                                | Leverkusen                                                              | Germania                                                                | 2 – 1                                                                   | Arabia Saudita                                                          | Amichevole                                                              | -                                                                       | 74’                                                                     |
| 17-6-2018                                                               | Mosca                                                                   | Germania                                                                | 0 – 1                                                                   | Messico                                                                 | Mondiali 2018 - 1º turno                                                | -                                                                       | 83’                                                                     |
| 23-6-2018                                                               | Soči                                                                    | Germania                                                                | 2 – 1                                                                   | Svezia                                                                  | Mondiali 2018 - 1º turno                                                | -                                                                       |                                                                         |
| 27-6-2018                                                               | Kazan'                                                                  | Corea del Sud                                                           | 2 – 0                                                                   | Germania                                                                | Mondiali 2018 - 1º turno                                                | -                                                                       | 63’                                                                     |
| 6-9-2018                                                                | Monaco di Baviera                                                       | Germania                                                                | 0 – 0                                                                   | Francia                                                                 | UEFA Nations League 2018-2019 - 1º turno                                | -                                                                       |                                                                         |
| 9-9-2018                                                                | Sinsheim                                                                | Germania                                                                | 2 – 1                                                                   | Perù                                                                    | Amichevole                                                              | -                                                                       | 84’                                                                     |
| 13-10-2018                                                              | Amsterdam                                                               | Paesi Bassi                                                             | 3 – 0                                                                   | Germania                                                                | UEFA Nations League 2018-2019 - 1º turno                                | -                                                                       | 57’                                                                     |
| 16-10-2018                                                              | Saint-Denis                                                             | Francia                                                                 | 2 – 1                                                                   | Germania                                                                | UEFA Nations League 2018-2019 - 1º turno                                | -                                                                       | 88’                                                                     |
| 15-11-2018                                                              | Lipsia                                                                  | Germania                                                                | 3 – 0                                                                   | Russia                                                                  | Amichevole                                                              | -                                                                       | 73’                                                                     |
| 19-11-2018                                                              | Gelsenkirchen                                                           | Germania                                                                | 2 – 2                                                                   | Paesi Bassi                                                             | UEFA Nations League 2018-2019 - 1º turno                                | -                                                                       | 67’                                                                     |
| 2-6-2021                                                                | Innsbruck                                                               | Germania                                                                | 1 – 1                                                                   | Danimarca                                                               | Amichevole                                                              | -                                                                       |                                                                         |
| 7-6-2021                                                                | Düsseldorf                                                              | Germania                                                                | 7 – 1                                                                   | Lettonia                                                                | Amichevole                                                              | 1                                                                       | 76’                                                                     |
| 15-6-2021                                                               | Monaco di Baviera                                                       | Francia                                                                 | 1 – 0                                                                   | Germania                                                                | Euro 2020 - 1º turno                                                    | -                                                                       |                                                                         |
| 19-6-2021                                                               | Monaco di Baviera                                                       | Portogallo                                                              | 2 – 4                                                                   | Germania                                                                | Euro 2020 - 1º turno                                                    | -                                                                       |                                                                         |
| 23-6-2021                                                               | Monaco di Baviera                                                       | Germania                                                                | 2 – 2                                                                   | Ungheria                                                                | Euro 2020 - 1º turno                                                    | -                                                                       | 68’                                                                     |
| 29-6-2021                                                               | Londra                                                                  | Inghilterra                                                             | 2 – 0                                                                   | Germania                                                                | Euro 2020 - Ottavi di finale                                            | -                                                                       | 90+2’                                                                   |
| 8-10-2021                                                               | Amburgo                                                                 | Germania                                                                | 2 – 1                                                                   | Romania                                                                 | Qual. Mondiali 2022                                                     | 1                                                                       | 67’                                                                     |
| 11-10-2021                                                              | Skopje                                                                  | Macedonia del Nord                                                      | 0 – 4                                                                   | Germania                                                                | Qual. Mondiali 2022                                                     | -                                                                       | 80’                                                                     |
| 11-11-2021                                                              | Wolfsburg                                                               | Germania                                                                | 9 – 0                                                                   | Liechtenstein                                                           | Qual. Mondiali 2022                                                     | 2                                                                       |                                                                         |
| 14-11-2021                                                              | Erevan                                                                  | Armenia                                                                 | 1 – 4                                                                   | Germania                                                                | Qual. Mondiali 2022                                                     | -                                                                       | cap. 60’                                                                |
| 26-3-2022                                                               | Sinsheim                                                                | Germania                                                                | 2 – 0                                                                   | Israele                                                                 | Amichevole                                                              | -                                                                       | 46’                                                                     |
| 29-3-2022                                                               | Amsterdam                                                               | Paesi Bassi                                                             | 1 – 1                                                                   | Germania                                                                | Amichevole                                                              | 1                                                                       |                                                                         |
| 4-6-2022                                                                | Bologna                                                                 | Italia                                                                  | 1 – 1                                                                   | Germania                                                                | UEFA Nations League 2022-2023 - 1º turno                                | -                                                                       | 65’                                                                     |
| 7-6-2022                                                                | Monaco di Baviera                                                       | Germania                                                                | 1 – 1                                                                   | Inghilterra                                                             | UEFA Nations League 2022-2023 - 1º turno                                | -                                                                       | 75’                                                                     |
| 11-6-2022                                                               | Budapest                                                                | Ungheria                                                                | 1 – 1                                                                   | Germania                                                                | UEFA Nations League 2022-2023 - 1º turno                                | -                                                                       | 78’                                                                     |
| 15-6-2022                                                               | Mönchengladbach                                                         | Germania                                                                | 5 – 2                                                                   | Italia                                                                  | UEFA Nations League 2022-2023 - 1º turno                                | 1                                                                       | 75’                                                                     |
| 23-9-2022                                                               | Lipsia                                                                  | Germania                                                                | 0 – 1                                                                   | Ungheria                                                                | UEFA Nations League 2022-2023 - 1º turno                                | -                                                                       | cap. 85’                                                                |
| 26-9-2022                                                               | Londra                                                                  | Inghilterra                                                             | 3 – 3                                                                   | Germania                                                                | UEFA Nations League 2022-2023 - 1º turno                                | -                                                                       | 79’                                                                     |
| 23-11-2022                                                              | Al Rayyan                                                               | Germania                                                                | 1 – 2                                                                   | Giappone                                                                | Mondiali 2022 - 1º turno                                                | -                                                                       | 67’                                                                     |
| 27-11-2022                                                              | Al Khor                                                                 | Spagna                                                                  | 1 – 1                                                                   | Germania                                                                | Mondiali 2022 - 1º turno                                                | -                                                                       | 70’                                                                     |
| 1-12-2022                                                               | Al Khor                                                                 | Costa Rica                                                              | 2 – 4                                                                   | Germania                                                                | Mondiali 2022 - 1º turno                                                | -                                                                       | 66’                                                                     |
| 9-9-2023                                                                | Wolfsburg                                                               | Germania                                                                | 1 – 4                                                                   | Giappone                                                                | Amichevole                                                              | -                                                                       | 73’                                                                     |
| 12-9-2023                                                               | Dortmund                                                                | Germania                                                                | 2 – 1                                                                   | Francia                                                                 | Amichevole                                                              | 1                                                                       | 64’                                                                     |
| 14-10-2023                                                              | East Hartford                                                           | Stati Uniti                                                             | 1 – 3                                                                   | Germania                                                                | Amichevole                                                              | -                                                                       | 80’                                                                     |
| 17-10-2023                                                              | Filadelfia                                                              | Messico                                                                 | 2 – 2                                                                   | Germania                                                                | Amichevole                                                              | -                                                                       | 46’                                                                     |
| 21-11-2023                                                              | Vienna                                                                  | Austria                                                                 | 2 – 0                                                                   | Germania                                                                | Amichevole                                                              | -                                                                       | 46’                                                                     |
| 23-3-2024                                                               | Lione                                                                   | Francia                                                                 | 0 – 2                                                                   | Germania                                                                | Amichevole                                                              | -                                                                       | 72’                                                                     |
| 26-3-2024                                                               | Francoforte sul Meno                                                    | Germania                                                                | 2 – 1                                                                   | Paesi Bassi                                                             | Amichevole                                                              | -                                                                       | 73’                                                                     |
| 3-6-2024                                                                | Norimberga                                                              | Germania                                                                | 0 – 0                                                                   | Ucraina                                                                 | Amichevole                                                              | -                                                                       | 59’                                                                     |
| 14-6-2024                                                               | Monaco di Baviera                                                       | Germania                                                                | 5 – 1                                                                   | Scozia                                                                  | Euro 2024 - 1º turno                                                    | -                                                                       | 74’                                                                     |
| 5-7-2024                                                                | Stoccarda                                                               | Spagna                                                                  | 2 – 1 dts                                                               | Germania                                                                | Euro 2024 - Quarti di finale                                            | -                                                                       | 80’                                                                     |
| Totale                                                                  |                                                                         | Presenze (3º posto)                                                     | 131                                                                     |                                                                         | Reti (6º posto)                                                         | 45                                                                      |                                                                         |

## Palmarès

### Club

#### Competizioni nazionali
- Campionato tedesco: 13  (record)

Bayern Monaco: 2009-2010, 2012-2013, 2013-2014, 2014-2015, 2015-2016, 2016-2017, 2017-2018, 2018-2019, 2019-2020, 2020-2021, 2021-2022, 2022-2023, 2024-2025
- Coppa di Germania: 6

Bayern Monaco: 2009-2010, 2012-2013, 2013-2014, 2015-2016, 2018-2019, 2019-2020
- Supercoppa di Germania: 8  (record condiviso con Manuel Neuer)

Bayern Monaco: 2010, 2012, 2016, 2017, 2018, 2020, 2021, 2022

#### Competizioni internazionali
- UEFA Champions League: 2

Bayern Monaco: 2012-2013, 2019-2020
- Supercoppa UEFA: 2

Bayern Monaco: 2013, 2020
- Coppa del mondo per club: 2

Bayern Monaco: 2013, 2020

### Nazionale
- Campionato mondiale: 1

Brasile 2014

### Individuale
- Capocannoniere della Coppa di Germania: 2

2009-2010 (4 gol), 2013-2014 (8 gol)
- Trofeo Bravo: 1

2010
- Giovane calciatore dell'anno World Soccer: 1

2010
- Scarpa d'oro del campionato mondiale: 1

Sudafrica 2010 (5 gol)
- Miglior giovane del campionato mondiale: 1

Sudafrica 2010
- ESM Team of the Year: 1

2012-2013
- Scarpa d'argento del campionato mondiale: 1

Brasile 2014 (5 gol)
- Pallone d'argento del campionato mondiale: 1

Brasile 2014
- All-Star Team del campionato mondiale 1

Brasile 2014
- Squadra della stagione della UEFA Champions League: 1

2019-2020
- Miglior giocatore della Supercoppa UEFA: 1

2020